# William Greggan
William Greggan (* 5. Dezember 1882 in Kirkcudbright; † 7. Februar 1976 in Neuseeland) war ein britischer Tauzieher aus Schottland.

## Erfolge
William Greggan war Polizist bei der Liverpool Police und nahm an den Olympischen Spielen 1908 in London teil. Bei diesen trat er gemeinsam mit Thomas Butler, Jim Clarke, Alexander Kidd, Daniel McDonald Lowey, Patrick Philbin, George Smith und Thomas Swindlehurst an. Die Mannschaft erreichte nach einem 1:0-Sieg gegen die Vereinigten Staaten das Halbfinale, in dem sie die Mannschaft Schwedens mit 2:0 besiegten. Im Finale unterlagen sie anschließend der City of London Police mit 0:2, womit Greggan und seine Mitstreiter die Silbermedaille erhielten.